# Río Shoalhaven
El río Shoalhaven es un río perenne que nace en las Mesetas del Sur y desemboca en un estuario abierto  cerca de Nowra, en la Costa Sur de Nueva Gales del Sur, Australia.

## Localización y características
El río Shoalhaven nace en la vertiente oriental de la cordillera Great Dividing Range, cerca de la montaña Euranbene, a unos 350 km al suroeste de Sídney. Su curso superior discurre hacia el norte a través de una zona de pastoreo en las tierras altas, cerca de la ciudad de Braidwood. El río desciende por un cañón remoto al este de Goulburn y desemboca en las tierras bajas costeras de Nowra, en el distrito de Shoalhaven, donde se encuentra el puente de Nowra. Al río se le unen treinta y cuatro afluentes, entre ellos los ríos Mongarlowe, Corang, Endrick y Kangaroo, y desciende 864 metros en sus 327 kilómetros de curso.

### Canal de Berrys
El estuario tiene dos entradas al mar, separadas por unos 5 km, que desembocan en la ensenada de Shoalhaven Bight, en el mar de Tasmania, frente al océano Pacífico. La entrada sur se encuentra en Crookhaven Heads y permanece abierta todo el año. El río Shoalhaven fluye hacia el sur a través del canal Berrys hasta Greenwell Point, donde se le une el río Crookhaven. A continuación, fluye hacia el este hasta Orient Point y desemboca en la ensenada situada al norte de Culburra. El canal Berrys, que separa los ríos Shoalhaven y Crookhaven, fue construido en junio de 1822 por convictos supervisados por Hamilton Hume bajo la dirección de Alexander Berry para facilitar el transporte en barco hasta el asentamiento europeo original de la región. La construcción del canal formó la isla Comerong. El canal se excavó con herramientas manuales y fue el primer canal navegable por tierra de Australia. El canal de Berrys sigue siendo uno de los dos canales navegables de Nueva Gales del Sur, junto con el canal de Alexandra.
La entrada norte está ubicada al sur de Shoalhaven Heads y está abierta de manera intermitente, en momentos de caudal máximo y durante inundaciones. 

### Uso para abastecimiento de agua
La presa Tallowa es la única presa importante en el río Shoalhaven y es parte del plan Shoalhaven . Embalsa los tramos inferiores del río para formar el lago Yarrunga y parte del suministro de agua de Sydney. Se bombea parte del agua del lago hacia las Tierras Altas del Sur hasta el lago Burragorang . Las propuestas de construir un depósito de agua mucho mayor en Welcome Reef, en la parte alta del Shoalhaven, se han archivado. 

### Medio ambiente
El río Shoalhaven y su principal afluente, el río Kangaroo, eran famosos antaño por la pesca de lubinas australianas. Desgraciadamente, la presa de Tallowa ha supuesto una potente barrera para los peces migratorios autóctonos con fases juveniles estuarinas o marinas, por lo que especies como la lubina australiana no pueden acceder a más del 80 % de su antigua área de distribución en el sistema del Shoalhaven. Las recientes repoblaciones de róbalo criado en viveros en el lago Yarrunga son un intento de remediar esta situación. En agosto de 2009 se finalizó la construcción de una vía de pesca para la presa de Tallowa, diseñada para permitir el paso de la lubina y otros peces autóctonos por encima de la presa. El lago Yarrunga también ha sufrido la introducción ilegal de la carpa europea, una especie muy dañina que ahora está presente en altas densidades.

## Historia

### Historia indígena
Los custodios tradicionales de la tierra son los pueblos tribales Jerrinja. En los alrededores del río Shoalhaven, en sus tramos inferiores, se encuentran los pueblos aborígenes de la cuenca baja, que son los custodios tradicionales del Shoalhaven.  Algunos de los lugares aborígenes culturalmente importantes en Shoalhaven son la montaña Coolangatta, Bundarwa (Beecroft Headland), la montaña Cambewarra, la montaña Didthul o Pigeon House, el valle Kangaroo, el lago Burrill y el área aborigen Murramarang y sus alrededores.  
La parte superior del río Shoalhaven, en el distrito que rodea la actual Braidwood, es la tierra tradicional del pueblo Walbanga.

### Historia europea
El explorador y navegante George Bass encontró la entrada al río Shoalhaven durante su viaje en barco ballenero por la costa sur de Nueva Gales del Sur en 1797. Le dio el nombre de Shoals Haven al río (ahora conocido como río Crookhaven) debido a los bancos de barro y arena que encontró en la desembocadura del río.  
Aproximadamente a 20 kilómetros al oeste de Nowra se encuentran una serie de propiedades a orillas del río Shoalhaven que Arthur Boyd, su esposa Yvonne y la familia Boyd regalaron al pueblo de Australia. Confiadas al Bundanon Trust, junto con otras donaciones de Boyd, incluidos los derechos de autor de todas sus obras de arte, estas propiedades proporcionan un entorno que fomenta las artes visuales, la escritura, la música y otras artes escénicas, así como la educación y la investigación en el ámbito de las artes.

## Cruces

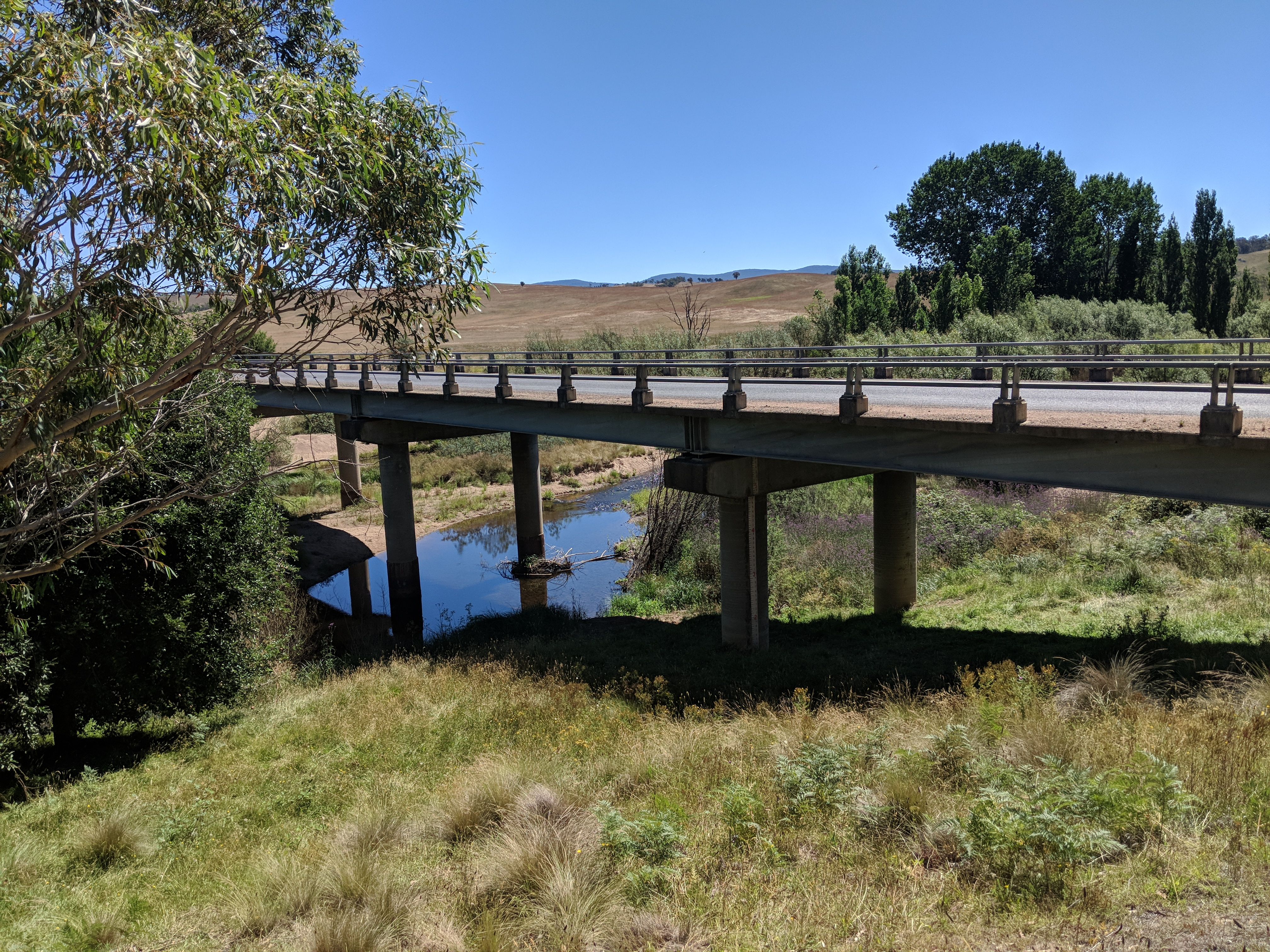
Puente de Ballalaba en la carretera Braidwood–Cooma

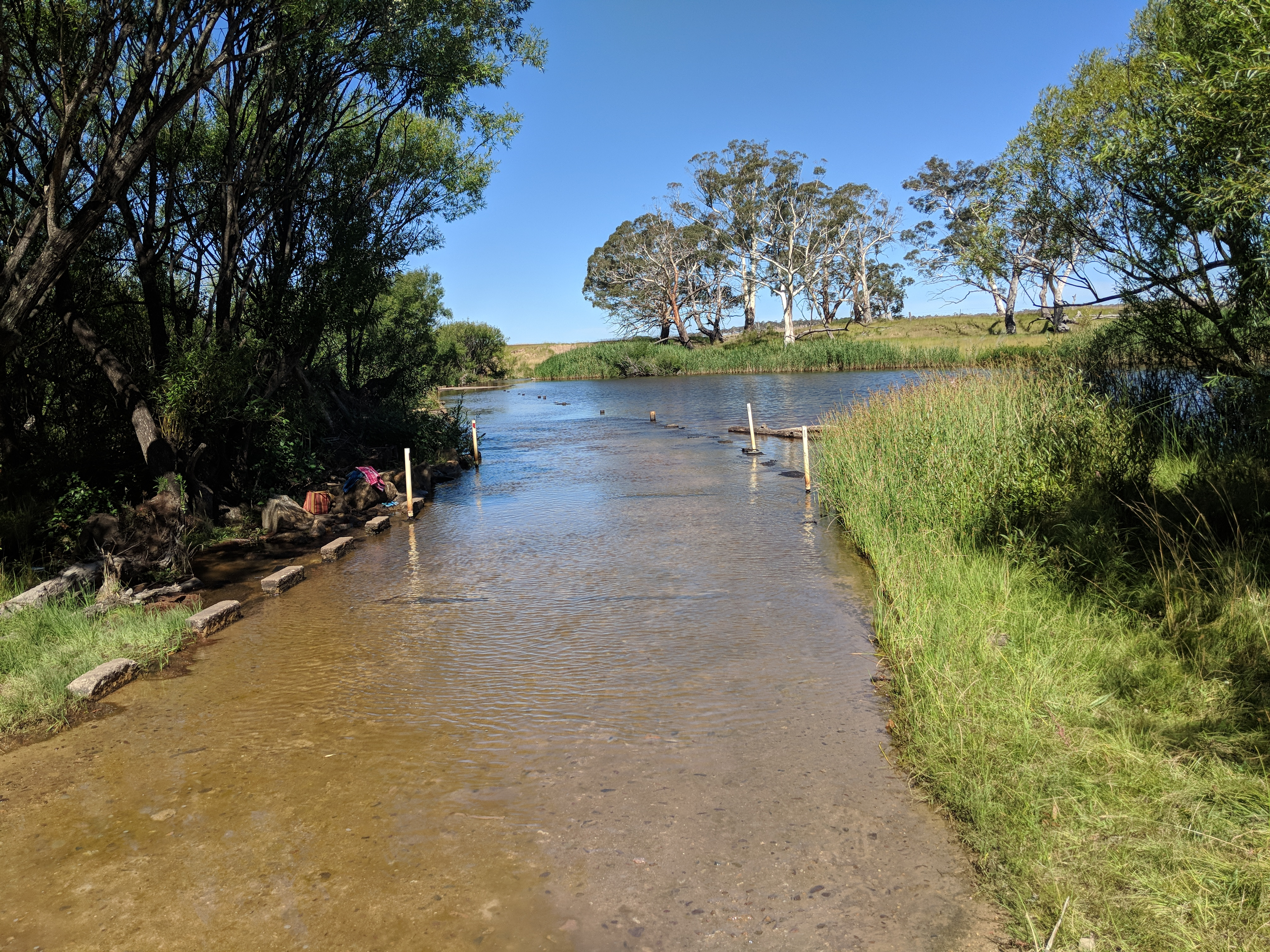
Cruce de Farringdon

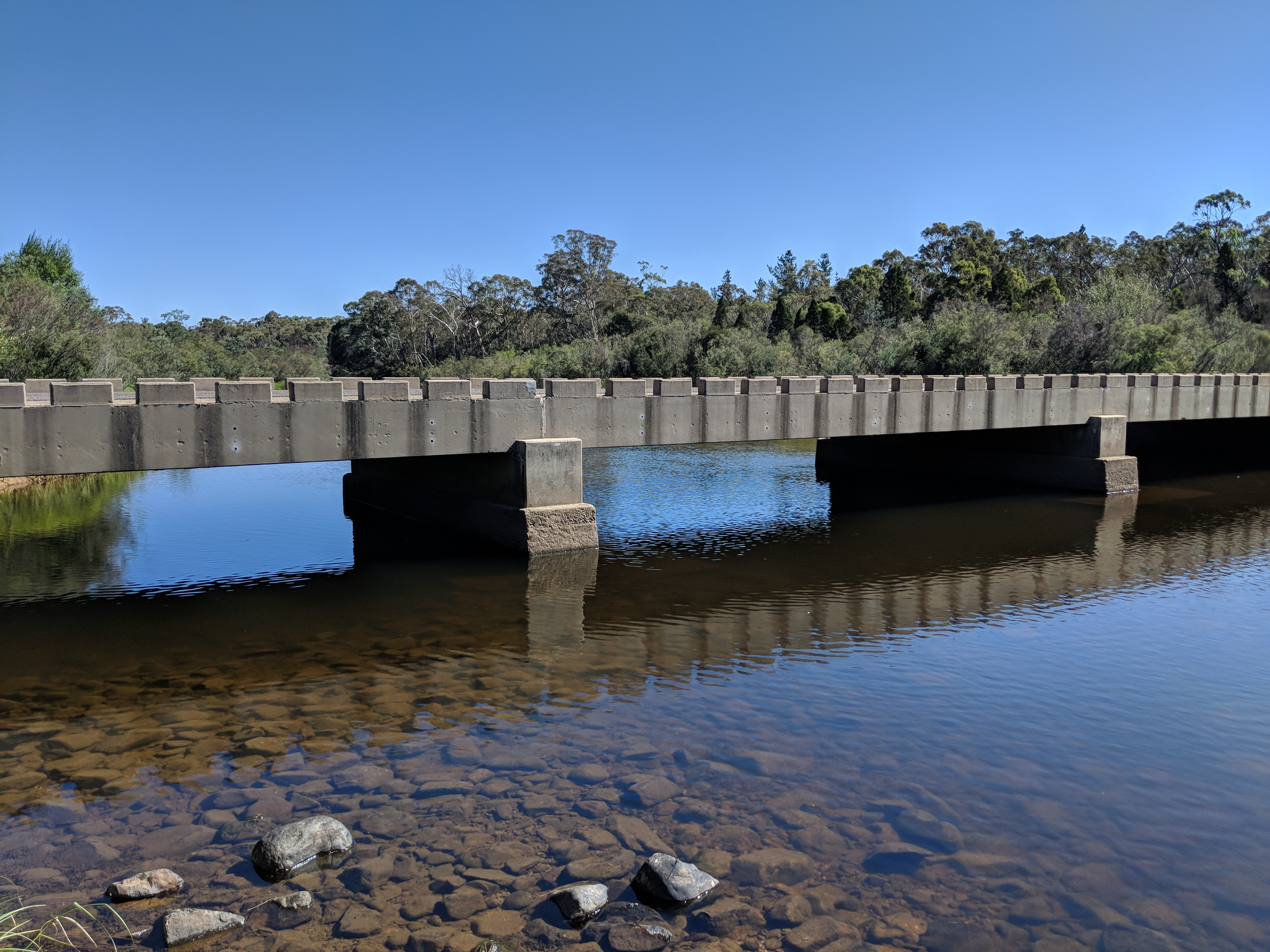
Puente de Bombay

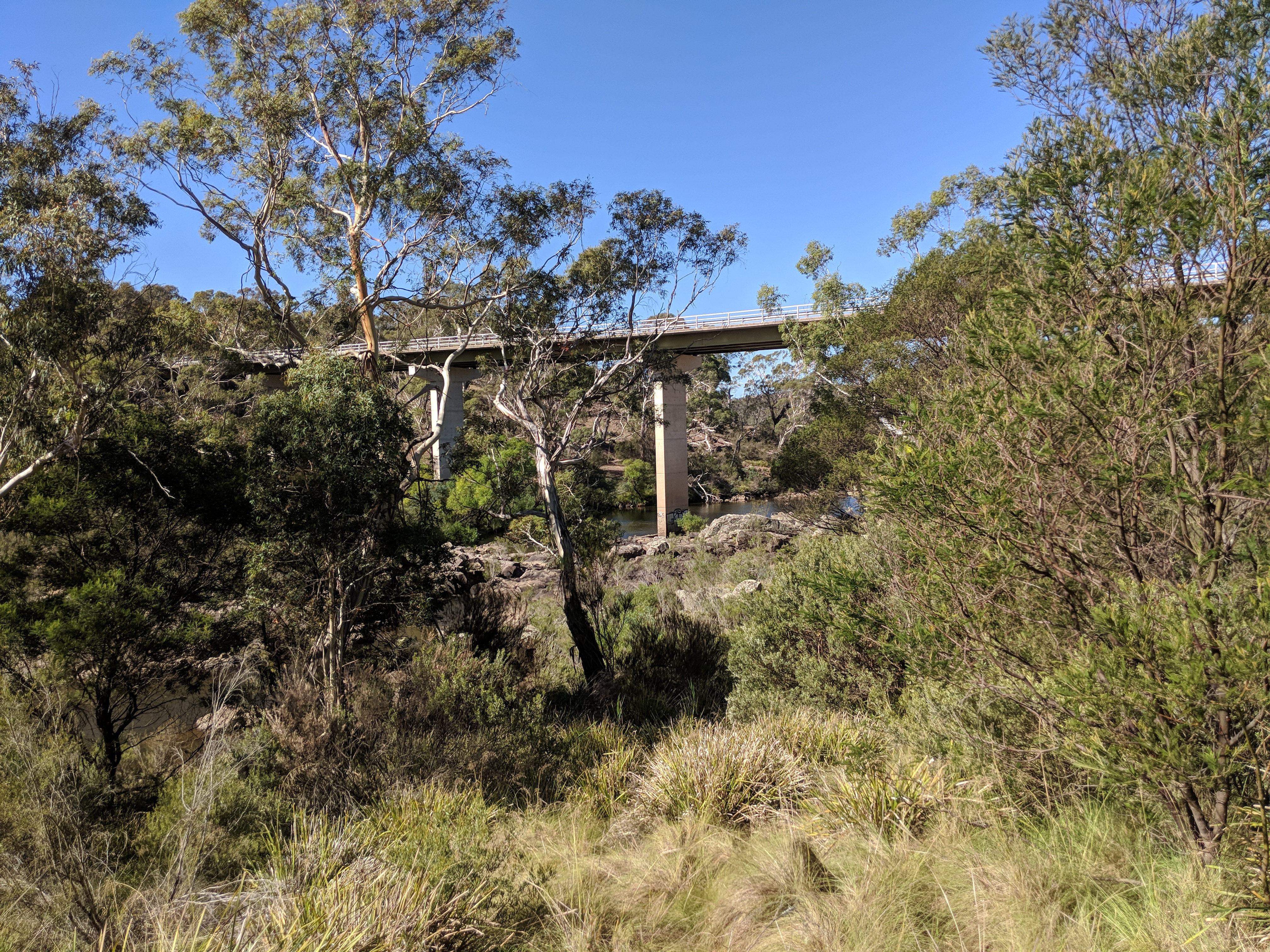
Puente Warri en la Kings Highway

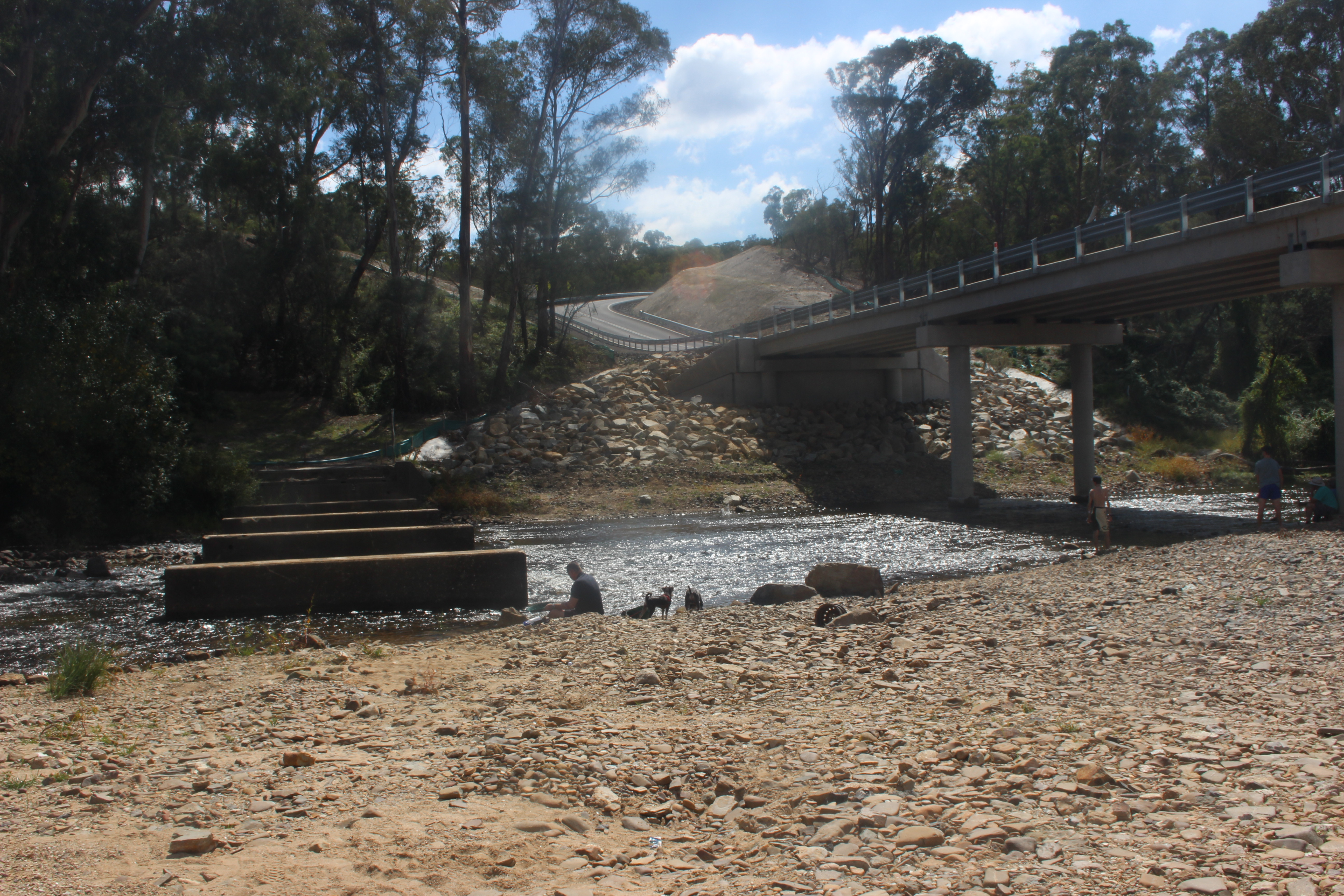
Puente nuevo y restos del antiguo puente en Oallen Ford

Los cruces del río desde su cabecera hasta su desembocadura son:
- Puente de Ballalaba
- Cruce de Farringdon entre Farringdon y Bendoura
- Puente de Bombay
- Por el puente Warri cruza la autopista Kings Highway, cerca de Braidwood. El 23 de septiembre de 1874[13] se inauguró por primera vez un puente en este lugar, que posteriormente fue sustituido por la estructura actual.
- Stewart's Crossing es un vado en la Stewart's Crossing Road.
- El cruce de Oallen era antiguamente un puente de madera de un solo carril inundable con una vía de inundación de hormigón de bajo nivel para la carretera de Oallen Ford, en Oallen Ford, cerca de Nerriga, construido en 1936. El puente de madera y la vía de inundación han sido sustituidos por un puente de hormigón más largo y alto que cruza ligeramente aguas abajo, hacia mediados de 2015. El nuevo puente está diseñado para permitir la circulación a mayor velocidad y elimina algunas curvas cerradas en el lado occidental del río, y solo se ve superado por inundaciones mucho más severas cada 20 años.
- El puente de Nowra soporta la Princes Highway entre Bomaderry y Nowra.
- El ferry de la isla Comerong transporta vehículos y peatones a la isla Comerong, cerca de la desembocadura del río.

Históricamente, había una vez un cruce de vado en el antiguo pueblo de Larbert . 

## Galería

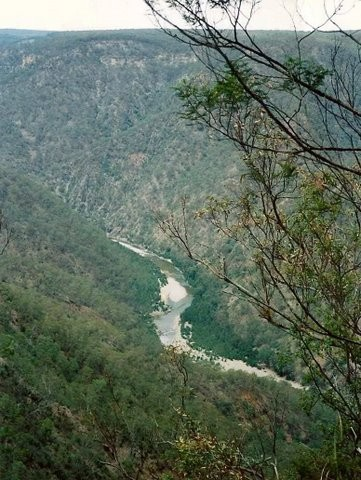
Desfiladero del río Shoalhaven, cerca de Bundanoon
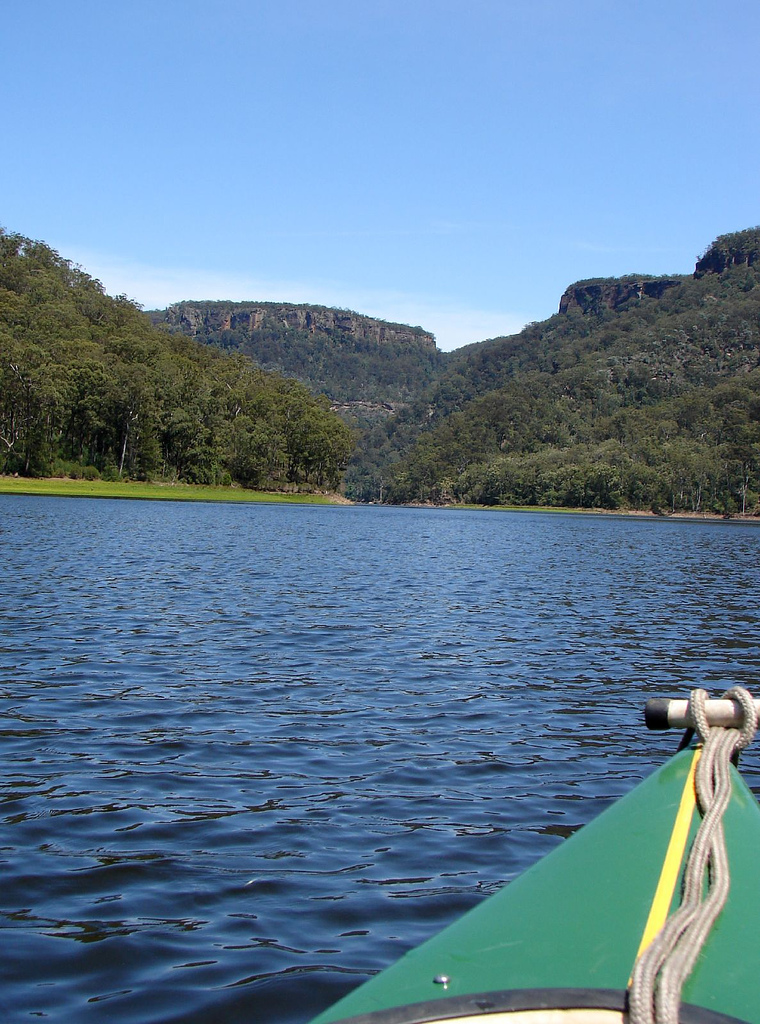
Río Shoalhaven, cerca de Nowra
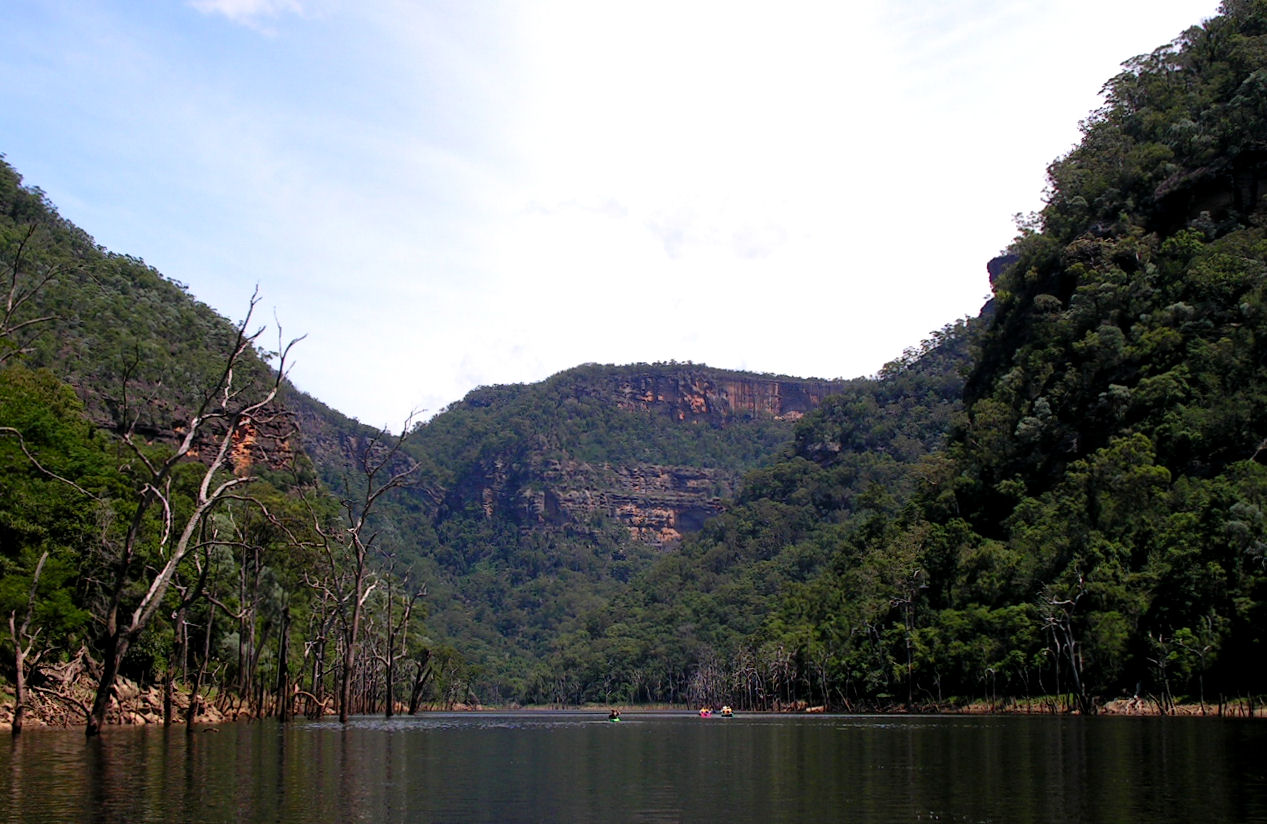
Con remeros

## Lectura adicional
- Gehrke, P. C.; Gilligan, D. M.; Barwick, M. (2002). «Changes in fish communities of the Shoalhaven River 20 years after construction of Tallowa Dam, Australia». River Research and Applications 18 (3): 265-286. doi:10.1002/rra.669.